# 27500 Mandelbrot
27500 Mandelbrot (2000 GW132) là một tiểu hành tinh vành đai chính được phát hiện ngày 12 tháng 4 năm 2000 bởi P. G. Comba ở Prescott. Nó được đặt theo tên nhà toán học Benoit Mandelbrot.